# 七里站 (南昌市)
七里站位于中华人民共和国江西省南昌市东湖区青山北路与中大路交叉口地下，是南昌地铁4号线的地铁车站。本站于2021年12月26日和4号线一同启用。

## 车站结构
车站位于青山北路与中大路交叉口，为地下二层岛式车站:54。

### 楼层
| 1层  | 地面               | 出入口                       |  |  |
| -1层 | 站厅               | 自动售票机、客服中心         |  |  |
| -2层 |                    | █ 4号线 往白马山（起凤路）   |  |  |
|      | 岛式站台，左侧开门 |                              |  |  |
|      |                    | █ 4号线 往鱼尾洲（民园路西） |  |  |

### 出入口
| 编号                   | 指示                     | 图片 | 建议前往的目的地                                 |
| ---------------------- | ------------------------ | ---- | ------------------------------------------------ |
| 出口 · 1L · 升降机标志 | 青山北路南侧，中大路东侧 |      | 安山路、花园路                                   |
| 出口 · 2L              | 青山北路北侧，中大路东侧 |      | 安山路、七里街                                   |
| 出口 · 3L              | （暂未开通）             |      | 七里综合大厦、南电路、七里嘉和小区三区、童子桥路 |
| 出口 · 4L              | 青山北路南侧，中大路西侧 |      | 水岸观邸、城投·康馨苑                            |
| 註： 設有              |                          |      |                                                  |

## 历史
- 2016年6月8日，江西省环境保护厅发布了《南昌市轨道交通4号线一期工程拟受理情况的公示》[4]，并公布了《南昌市轨道交通4号线一期工程环境影响报告书（全文公示稿）》，由此得知本站工程名为青山湖西站[3]。
- 2017年2月8日，南昌轨道交通集团有限公司公布了《2、3号线站点更名及4号线命名方案获批》，由此得知本站正式站名为七里站[5]。